# Zijn held
Zijn held is een hoorspel naar het toneelstuk The Paragon van Roland Pertwee en Michael Pertwee, dat in 1948 in Londen werd opgevoerd. De AVRO zond het uit op donderdag 1 maart 1951, in de vertaling van Dick van Putten. De spelleiding had Kommer Kleijn. Het duurde 69 minuten.

## Rolbezetting
- Fé Sciarone (Effie)
- Nico de Jong (Sir Robert Rawley)
- Vera Bondam (Joan, z’n vrouw)
- Dick van Putten (Vallady)
- Sacco van der Made (een telegrambesteller)
- Madelon Waldorp (portiersvrouw)
- Jacqueline Royaards-Sandberg (Jessica)
- Miep van den Berg (Kate)
- Louis de Bree (Lord Shandon)
- Eva Janssen (Angela)
- Bert Dijkstra (Maxwell Oliver)
- Ko van Dijk jr. (de Onbekende Man)

## Inhoud
Zijn held is een spel vol heftige emoties en situaties. Het werd geschreven door een vader en een zoon en handelt over een vader-zoonrelatie, gesitueerd in 1946. De blinde aristocraat Sir Robert Rawley treft voorbereidingen om een monument op te richten ter ere van zijn zoon die gevallen is in de oorlog. Met de hulp van zijn tweede vrouw Joan en met de komst van zijn schoondochter Angela en de Onbekende Man ontdekt hij echter de waarheid betreffende zijn held, en die is niet zo fraai…